# Personal Shopper (singolo)
Personal Shopper è un singolo del cantautore britannico Steven Wilson, pubblicato il 12 marzo 2020 come primo estratto dal sesto album in studio The Future Bites.

## Descrizione
Con i suoi circa dieci minuti, Personal Shopper rappresenta il brano più lungo dell'album ed è caratterizzato da una base ritmica guidata dalla batteria e dal basso, oltre ad elementi elettronici riconducibili alla musica dance e disco. Il testo, invece, è incentrato sul consumismo, l'ossessione per il lusso e le idee del capitalismo e dell'avidità.
Una versione estesa del brano, della durata di circa 19 minuti, è presente nel terzo CD dell'edizione box set di The Future Bites. Il 31 marzo 2021 è invece stato reso disponibile una versione remixata da Nile Rodgers, accompagnato dal relativo video.

## Video musicale
Il video, diretto da Lucretia Taormina, è stato pubblicato il 27 novembre 2020 attraverso il canale YouTube del cantante.

## Tracce
Testi e musiche di Steven Wilson.
Download digitale – 1ª versione
1. Personal Shopper – 9:49

Download digitale – 2ª versione
1. Personal Shopper (Radio Edit) – 3:54

Download digitale – Nile Rodgers Remix
1. Personal Shopper (Nile Rodgers Remix / Edit) – 3:24
2. Personal Shopper (Nile Rodgers Remix) – 6:10

Download digitale – Biffy Clyro Remix
1. Personal Shopper (Biffy Clyro Remix) – 4:38

## Formazione
Musicisti
- Steven Wilson – sintetizzatore, campionatore, chitarra acustica e elettrica, percussioni, voce
- David Kosten – programmazione
- Elton John – voce narrante
- Rotem Wilson – voce narrante
- Nick Beggs – basso
- Michael Spearman – batteria
- Wendy Harriott – voce
- Bobbie Gordon – voce
- Crystal Williams – voce
- Fyfe Dangerfield – voce

Produzione
- David Kosten – produzione, registrazione, missaggio
- Steven Wilson – produzione
- Marco Pasquariello – registrazione aggiuntiva
- Mo Hausler – montaggio
- Bob Ludwig – mastering